# Rawicz Wschód
Rawicz Wschód – ładownia kolejowa, a dawniej przystanek osobowy w Rawiczu, w woj. wielkopolskim, w Polsce. Znajdują się tu 2 perony. Została oddana do użytku 5 lutego 1898. 1 stycznia 1996 została zamknięta dla ruchu osobowego. Jest obecnie używana do ruchu towarowego; kursują przez nią pociągi do cukrowni w Miejskiej Górce.